# Sull'Atlante
Sull'Atlante è un romanzo d'avventura di Emilio Salgari pubblicato da Bemporad nel 1907 con copertina di Alberto Della Valle e venti illustrazioni di Gennaro D'Amato. . In questo libro l'autore narra con spietato realismo gli orrori del bled - l'immenso accampamento piantato in mezzo al deserto d'Algeri, destinato ad accogliere quei disgraziati che, arruolatisi nella Legione straniera francese, hanno commesso qualche infrazione o si sono rivoltati contro i loro superiori. Una specie d'inferno nel deserto, -senza un palmo d'ombra e senza un'ombra di speranza-.

## Trama
Nell'inferno del bled era piombato anche Michele Cernazè dei conti di Sawa, ex-magnate ungherese. Un tempo proprietario di immense mandrie, s'era dato ai viaggi e, rovinatosi completamente al tappeto verde della bisca di Montecarlo, piuttosto che suicidarsi, aveva preferito entrare nella Legione straniera. Si era anche comportato con estremo coraggio in azioni militari; la dura vita della guarnigione e la nostalgia delle verdeggianti terre magiare l'avevano spinto alla fuga. Catturato, eccolo al penitenziario, assieme ad altri disperati a farsi torturare.
Il truce maresciallo del penitenziario prende di mira il conte, detestandolo in modo particolare perché lo sa amato da una fiera e ardente giovane araba: Afza, detta il "Raggio dell'Atlante" , della quale lo stesso maresciallo ne è innamorato, al punto da volerla in sposa. Tale infatuazione gli sarà fatale. Afza gli fa visita fingendo di prestarsi alle sue attenzioni e poi lo pugnala, favorendo la fuga del conte e dei suoi amici Enrico il toscano e il sergente Ribot.
Qui inizia una movimenta serie di avventure, imperniata sulla fuga dei nostri eroi e sull'inseguimento operato dagli spahis (i soldati del campo). Lo straordinario finale si svolgerà proprio sulla catena dell'Atlante, che Salgari descrive i suoi contrafforti e le folte foreste di querce come meravigliosi e selvaggi.

## Seguito
Le vicende sono racchiuse all'interno di un gruppo di romanzi che si svolgono nella stessa zona africana, appunto Avventure africane. I romanzi non vogliono essere collegati da personaggi o trama, ma legati inesorabilmente dai meravigliosi e terribili paesaggi africani.

## Edizioni
- Emilio Salgari, Sull'Atlante, Salgariana, Ugo Mursia, 1975,  p. 251, ISBN.